# Leopold Mieczkowski
Leopold Hipolit Kassian von Mieczkowski h. Zagroba vel Zagłoba (ur. 13 sierpnia 1833 w Ciborzu koło Lidzbarka, zm. 11 lutego 1899 w Warszawie), lekarz polski, balneolog.
Urodził się w pomorskiej rodzinie ziemiańskiej Ignacego i Marii z Olszewskich Mieczkowskich h. Zagłoba. Miał kilkoro rodzeństwa: Józefa (dziedzica dóbr w Ciborzu), Teofila (ziemianina w Chromakowie w Królestwie Polskim), ks. Leona (kapelana wojskowego, proboszcza wojskowego w Gdańsku, w 1890 kandydata na arcybiskupstwo gnieźnieńsko-poznańskie) oraz siostrę (w 1890 wdowę po Norbercie Kaweczyńskim z Sobiewoli). Ukończył szkołę elementarną, następnie uczęszczał do gimnazjum w Chełmnie, a po uzyskaniu świadectwa dojrzałości w 1853 podjął studia na wydziale lekarskim uniwersytetu berlińskiego. W 1854 naukę kontynuował we Wrocławiu, potem na Uniwersytecie Wiedeńskim, by ponownie trafić do Berlina i tam uzyskać stopień doktora medycyny w 1857; podstawą uzyskania stopnia była rozprawa De casu rariore paralyesos ex spondylomyelitide carcinomatosa. W 1858 zdał państwowy egzamin lekarski, uprawniający do wykonywania zawodu na obszarze Królestwa Polskiego. Przez pewien czas przebywał w stronach rodzinnych, potem w Mławie, od 1859 w Bieżuniu.
W okresie powstania styczniowego pozostawał w kontakcie z pomorskimi konspiratorami, a rannym powstańcom udzielał pomocy lekarskiej. W połowie lat 60. XIX wieku odbył półtoraroczną podróż naukową poza granice ziem polskich; po powrocie mieszkał kolejno w Mławie, Płocku i Włocławku.
Po osiedleniu się we Włocławku Mieczkowski praktykował w tym mieście w sezonie jesienno-zimowym, a miesiące wiosenne i letnie spędzał w Ciechocinku, gdzie wszedł w skład Zarządu Zakładu Kąpielowego. W ramach swoich obowiązków, w związku z zależnością stężania solanki od warunków atmosferycznych, prowadził obserwacje meteorologiczne: kierunku i siły wiatru, opadów, zachmurzeń. Na łamach czasopism medycznych ogłaszał prace z balneologii oraz artykuły dotyczące praktyki lekarskiej w Ciechocinku.
Zmarł 11 lutego 1899 w Warszawie, pozostawił żonę i syna.